# Marco Tulio Aguilera Garramuño
Marco Tulio Aguilera Garramuño (Bogotá, 27 de febrero de 1949) es un escritor, cuentista y novelista colombiano radicado en México.

## Biografía

### Primeros años
Nació en Bogotá, Colombia, el 27 de febrero de 1949, hijo de Marco Tulio Aguilera Camacho y Ruth Elizabeth Garramuño Candiotti. Tras el fallecimiento de su padre, la familia se mudó a Florida, donde estudió junto con sus seis hermanos una parte de su escuela primaria. Dos años más tarde la familia se estableció en San Isidro de El General, Costa Rica, donde este terminó estudios de maestro normalista y regresó a Cali, Colombia, donde realizó una licenciatura en filosofía por la Universidad del Valle.
Posteriormente obtuvo una maestría en literatura por la Universidad de Kansas en Lawrence, Estados Unidos. Fue seleccionado por el Consejo Nacional para la Cultura y las Artes y el Centro Banff para las Artes y la Creatividad en Canadá para una residencia artística en 1997.

### Carrera
Radicado en México desde 1977, se ha desempeñado como profesor en la Universidad Autónoma de Nuevo León (UANL) y la Universidad Pedagógica Nacional (UPN), así como catedrático y colaborador de la dirección editorial de la Universidad Veracruzana (UV) en Xalapa-Enríquez, ciudad donde reside desde hace más de 40 años; en esta última institución se desempeñó de igual forma como guionista radiofónico en Radio Universidad Veracruzana y realizador de "Alquimia popular", un programa de dramatizaciones de cuentos famosos y "La imaginación", un taller literario.
Partició en la fundación y ha sido director de la revista La Ciencia y el Hombre desde 1988, así mismo ha colaborado en diversos periódicos y revistas literarias de México y Colombia, como Occidente, El País, El Espectador, Café Literario, Excélsior, Plural, El Universal, Diario de Xalapa y El Sol Veracruzano.
El tema principal de su producción literaria es el erotismo y la exaltación de los sentidos; el escritor mexicano Eduardo Langagne considera que con el lenguaje de Aguilera Garramuño "podría hacerse un glosario erótico". Ha sido autor de alrededor de 40 libros, su primera novela, Breve historia de todas las cosas (1975), escrita cuando tenía 24 años, es un abigarrado mosaico de la realidad latinoamericana narrado en lenguaje sencillo y coloquial, el cual fue comparado con Cien años de soledad de Gabriel García Márquez. Su primer libro de cuentos, Alquimia popular (1979), conjuga la realidad cotidiana con el mundo de los sueños y cuyo hilo conductor es un erotismo franco y abierto.
Su libro Cuentos para hacer el amor (1983), ha sido reconocido como una de las mejores obras de ficción colombiana del siglo XX. Otros libros incluyen Aves del paraíso (1981), Paraísos hostiles (1985), Mujeres amadas (1988), El juego de las seducciones (1989), Los placeres perdidos (1990), Los grandes y pequeños amores (1992), La noches de Ventura (1995), entre otros.

## Premios y reconocimientos
Ha obtenido múltiples premios a lo largo de su carrera, entre los que se destacan:
- Premio Nacional de Novela Aquileo J. Echeverría de 1975 en Costa Rica, por Breve historia de todas las cosas.
- Premio del Sesquicentenario de la Universidad del Cauca, Colombia, en 1979, por Archibold en Alaska.
- Primer lugar en el Concurso de Cuento de 1979 de la Universidad Juárez del Estado de Durango, por El ritmo del corazón.
- Premio del Concurso de Cuento Bernal Díaz del Castillo en 1988, en Veracruz, por La dama de la noche.
- Premio de la Primera Bienal de Novela José Eustacio Rivera en 1988, en Colombia, por Venturas y desventuras de un frenáptero.
- Premio Nacional de Cuento San Luis Potosí en 1992 por Los grandes y los pequeños amores.[11]
- Premio Nacional de Cuento Infantil Juan de la Cabada en 1997 por El pollo que no quiso ser gallo.
- Premio Internacional de Ciencia Ficción "Bogotá, una ciudad que sueña" en 1997 por La máquina de las artes combinatorias.
- Premio Internacional de Cuento Gabriel García Márquez 1998 por El humilde Willy en Cuba.
- Premio de Cuento Ciudad de Xalapa en 1999 por Las tablas crujientes.
- Premio Nacional de Novela José Rubén Romero en 2017 por su obra Formas de luz.[12]

De igual forma ha sido nombrado por el Estado de Veracruz en tres ocasiones como "Creador Artístico del Estado" y "Creador con Trayectoria".

## Publicaciones seleccionadas

### Cuentos
- Aguilera Garramuño, Marco Tulio (1979). Alquimia popular. México, D. F.: Plaza & Janés.
- Aguilera Garramuño, Marco Tulio (1983). Cuentos para después de hacer el amor (4a edición). México: Leega. ISBN 9789684950078.
- Aguilera Garramuño, Marco Tulio (1992). Los grandes y los pequeños amores. México: Consejo Nacional para la Cultura y las Artes, Inst. Nacional de Bellas Art. ISBN 9789682705380.
- Aguilera Garramuño, Marco Tulio (1997). Esas fieras, las mujeres. Veracruz: Instituto Veracruzano de Cultura (Cuadernos del Baluarte). ISBN 9789686271935.
- Aguilera Garramuño, Marco Tulio (2009). Maelström agujero negro (1. edición). Xalapa, Veracruz, México: Universidad Veracruzana. ISBN 9786077605508.
- Aguilera Garramuño, Marco Tulio (2016). Cuentos para antes, después y en lugar de hacer el amor. Monterrey, Nuevo León: Universidad Autónoma de Nuevo León. ISBN 9786072706354.

### Novela
- Aguilera Garramuño, Marco Tulio (1975). Historia de todas las cosas (1. edición). México DF: Educación y Cultura. ISBN 9786078022489.
- Aguilera Garramuño, Marco Tulio (1985). Paraísos hostiles. México: Leega. ISBN 9789684950238.
- Aguilera Garramuño, Marco Tulio (1988). Mujeres amadas. Xalapa: Universidad Veracruzana (Ficción). ISBN 9786072720053.
- Aguilera Garramuño, Marco Tulio (1989). El juego de las seducciones. México: Leega.
- Aguilera Garramuño, Marco Tulio (1995). Las noches de ventura (1. edición). México, D. F: Grupo Ed. Planeta. ISBN 9789684065154.
- Aguilera Garramuño, Marco Tulio (2015). La insaciabilidad: segundo volumen de El libro de la vida (Primeraición edición). Veracruz, México: Universidad Veracruzana, Dirección Editorial. ISBN 9786075023540.
- Aguilera Garramuño, Marco Tulio (2017). Formas de luz: el sentido de la melancolía (Primeraición edición). Xalapa, Veracruz : Ciudad de México : Morelia, Michoacán: Universidad Veracruzana ; Instituto Nacional de Bellas Artes ; Secretaría de Cultura de Michoacán. ISBN 9786075026527.
- Aguilera Garramuño, Marco Tulio (2021). Nostalgia del paraíso. Ciudad de México: Ediciones Camelot América. ISBN 9788412321562.